# Татский язык
Та́тский язы́к (самоназвание: зухун тати, zuhun tati, zuban tati, parsi) — название, принятое для обозначения группы диалектов татов-мусульман, горских евреев и армяно-татов. Многие исследователи считают их самостоятельными языками. В Дагестане обладает статусом одного из официальных языков. Мусульманско-татский, напротив, является исчезающим и вытесняется азербайджанским в Азербайджане, классифицируется как «язык в серьёзной опасности исчезновения» по критериям «Атласа языков мира в опасности», изданного UNESCO. 

## Общая характеристика
Принадлежит к западной подгруппе иранских языков. Распространён в Азербайджане и России (Южный Дагестан). Число говорящих в России ок. 3 тыс. человек (2002 г., перепись). Число говорящих в Азербайджане точно не известно.
Варианты названий — «зуһун тати», «парси», «фарси» или по названию местности, напр. «лахыджы» от названия с. Лахыдж. В Азербайджане распространён в Апшеронском, Губинском, Шабранском, Хызинском, Сиазаньском, Исмаиллинском и Шемахинском районах; в России — в Южном Дагестане.

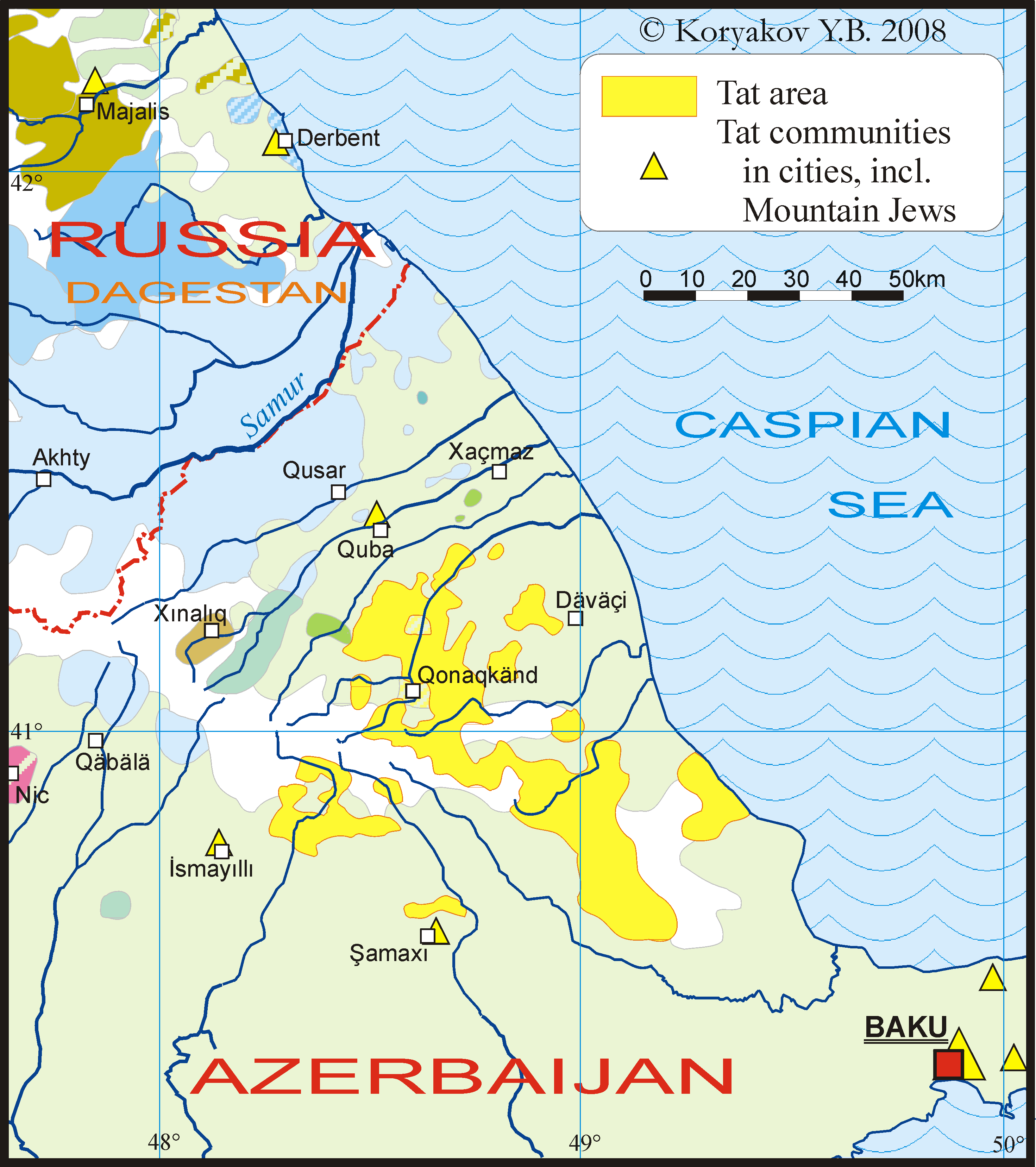
Распространение татского языка (жёлтым)

Некоторые учёные считают татский язык диалектом персидского языка (лахджа-йе тати). От современного персидского он отличается наличием ротацизма (соответствием в известных положениях звука «r» персидскому «d»), обычным отсутствием изафета, сохранением ряда исконных среднеперсидских архаизмов, сохранение иранского v- в начальной позиции. В грамматике — препозитивная качественная определительная конструкция, отсутствие местоименных энклитик, наличие ряда вторичных личных и неспрягаемых форм глагола, аналитических по происхождению. Испытывает структурное и лексическое влияние азербайджанского языка. В своей лексике татский язык также весьма близок к персидскому, с соответствующим учётом фонетических изменений. Из двух типов определительной конструкции, известных иранским языкам, в татском языке более распространён тип с препозицией определения, структурно совпадающий с аналогичной конструкцией в талышском языке.
Исторически татский язык восходит к среднеперсидским говорам переселенцев в Закавказье, испытавшим в дальнейшем мощное воздействие со стороны северо-западного иранского языка азери и позднее тюркского азербайджанского языка.
Изучение персидской литературы созданного средневековыми авторами Закавказья (Хагани) выявляет в них наличие ряда особенностей, присущих татскому языку. Это говорит о том, что прототип нынешнего татского языка начал складываться в Закавказье в XI—XII вв.
Значительный пласт заимствований составляют тюркизмы и арабизмы. Русские заимствования в большом количестве проникают в послереволюционное время. Заимствования из горских языков не идентифицированы.
Язык пока ещё недостаточно изучен. Главным образом известен по записям Миллера начала и сер. XX века В Азербайджанской Республике официального статуса не имеет и не преподаётся. Письменность на основе азербайджанской латиницы. В качестве литературного языка таты используют азербайджанский язык.

## Диалекты

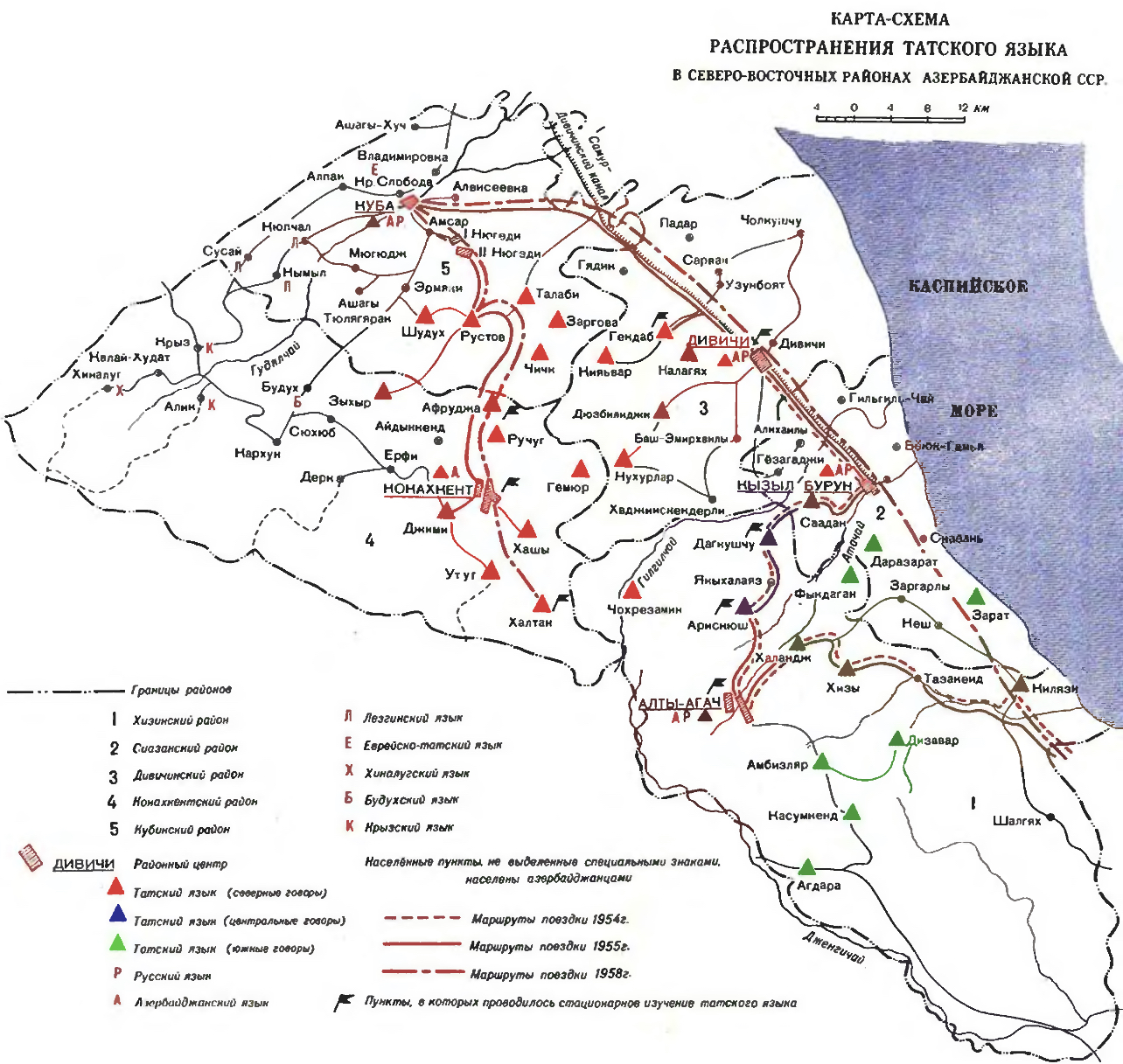
Карта распространения татских диалектов, составленная А. Л. Грюнбергом в 1963 году

В настоящее время татский язык весьма раздроблен в говорном отношении. Каждые два-три селения имеют свой говор, отличие которого от соседних хорошо осознаётся говорящими. Для определения границ между группами говоров существенное значение имеет значительная разница между шиитскими и суннитскими говорами. Так, А. Л. Грюнберг делит татско-мусульманские говоры Азербайджана на суннитские (северные) и шиитские (центральный и южные), особняком ставя говор Лахиджа. Помимо собственно татов, татским языком владеют и группы немусульманского населения Закавказья — татоязычные армяне и горские евреи, в среде которых сформировались собственные диалекты татского языка.

### Армяно-татский язык
Начиная приблизительно с XV века часть местного армянского по миафизической религии населения, находившегося в условиях культурного давления со стороны мусульманского окружения, стала переходить на татский язык.

### Горско-еврейский язык
Еврейский диалект («джуури», или «джухури») формировался аналогично другим еврейским языкам — идишу, лади́но, киврули и т. п. За долгое время культурной изолированности диалект горских евреев претерпел значительные изменения, и взаимопонимание между носителями собственно татского языка и «еврейского» диалекта не исключено полностью, но затруднено. Лексика насыщена заимствованиями из арамейского и древнееврейского языков. Распространён в северных районах Азербайджанской Республики (г. Губа), в районе г. Дербента (Южный Дагестан, Россия), а также в Нальчике, Москве и некоторых других городах России. Значительная часть носителей языка проживает в Израиле, а кроме того в США, Канаде, Германии и др. Письменность до 1929 года на основе еврейского алфавита, с 1929 года — латинского, а в 1938 году официально принят кириллический алфавит.
С обретением письменности диалект «джуури» не приобрёл собственного научного названия и официально продолжал именоваться «татским языком».
В соответствии с Конституцией Республики Дагестан от 1994 г. диалект горских евреев под названием «татский язык» признан одним из литературных языков республики, где преподаётся как предмет в начальной и средней школе; ограниченно издаётся учебная и художественная литература, газета «Ватан». Тем не менее диалект имеет тенденцию к сокращению числа говорящих, как в связи с эмиграцией евреев в Израиль, так и с постепенным переходом горских евреев на другие языки (русский язык в Дагестане, азербайджанский и русский в Азербайджане, иврит в Израиле и т. д.).

## Письменность

### Мусульманско-татский
До 1928 г. использовалась арабская письменность.
Впоследствии же мусульманско-татский стал практически бесписьменным. До присоединения Закавказья к Российской Империи таты использовали в качестве письменного языка исключительно фарси, даже сам разговорный диалект татов-мусульман имел и имеет такое название до сих пор на Апшероне. Письменность на основе азербайджанской латиницы используется редко и спорадически.

### Развитие письменности вгорско-еврейском
До 1928 года горские евреи пользовались еврейским алфавитом, приспособленным для татского языка. В 1928—1938 годах использовался латинский алфавит, а с 1938 года — алфавит на основе кириллицы:
| А а   | Б б | В в | Г г   | Гъ гъ | Гь гь | ГI гI | Д д |
| Е е   | Ё ё | Ж ж | З з   | И и   | Й й   | К к   | Л л |
| М м   | Н н | О о | П п   | Р р   | С с   | Т т   | У у |
| Уь уь | Ф ф | Х х | Хь хь | Ц ц   | Ч ч   | Ш ш   | Щ щ |
| Ъ ъ   | Ы ы | Ь ь | Э э   | Ю ю   | Я я   |       |     |

В Азербайджане для татского языка (всех конфессий татоязычного населения) с начала 1990-х гг. используется азербайджанская латиница.
| A a | B b | C c | Ç ç | D d | E e | Ə ə | F f |
| G g | Ğ ğ | H h | X x | I ı | İ i | J j | K k |
| Q q | L l | M m | N n | O o | Ö ö | P p | R r |
| S s | Ş ş | T t | U u | Ü ü | V v | Y y | Z z |

## Лингвистическая характеристика

### Морфология татского языка («мусульманского» варианта п-ва Апшерон)
Грамматически татский язык Апшерона чрезвычайно близок фарси, даже самоназвание его «parsi».
В отличие от персидского, в татском существует глагольная форма настоящего времени, аналогичная азербайджанской и восточноармянской, образуемая инфинитивом с предлогом «в» — ba\ä- плюс глагол существования, возможно это произошло вследствие влияния этих языков-таты контактировали и с азербайджанцами, и с армянами на протяжении более тысячи лет, возможно, это влияние каких-то вымерших языков на современные.
| Татский язык | Русский язык | Персидский язык |
| ------------ | ------------ | --------------- |
| mən          | я            | من              |
| tü           | ты           | تو              |
| u            | он, она, оно | او              |
| imu          | мы           | ما              |
| işmu         | вы           | شما             |
| işu          | они          | ایشان           |

### Глагол
Флексии:
|        | Ед. ч.              | Мн. ч.                  |
| ------ | ------------------- | ----------------------- |
| 1 лицо | -üm                 | -im                     |
| 2 лицо | -i, сингармонич. -ü | -ind, сингармонич. -ünd |
| 3 лицо | -u, сингармонич. -ü | -ünd                    |

- mən ba-dəstan-um = midənum, сингармонический[18] вариант — müdünüm «я знаю»[19].

Также значимо практически полное отсутствие изафета (ограниченно употребляется при связке, если первое слово оканчивается на гласный).

## В литературе

### Писатели, писавшие на татском языке
На горско-еврейском и русском языках писали дагестанские писатели Хизгил Авшалумов, Миши Бахшиев и др. 
Горско-еврейский язык «джуури» активно используется в литературном творчестве как на Кавказе, так и в Израиле. 
См. «Татские писатели».

### Упоминания в художественной литературе
Татский язык упоминается в рассказе Виктории Токаревой «Зануда»:

Поговорив немного о любви, Женька перешёл к дружбе. Он рассказал Люсе о своём приятеле, который на спор выучил язык народности таты. Этот язык знают только сами таты и Женькин приятель, и больше никто.— Токарева В.С. Зануда